# Johann Alfred von Zahn
Johann Alfred von Zahn (* 9. September 1839 in Dresden; † 16. Dezember 1910 ebenda) war ein Jurist, Präsident des Dresdner Landeskonsistoriums und sächsischer Landtagsabgeordneter.

## Biographie
Von Zahn, Sohn von George von Zahn, einem Abteilungsleiter und Geheimen Rat im sächsischen Ministerium des Innern, besuchte zunächst das Gymnasium Freiberg und seit 1851 die Kreuzschule in Dresden. Danach studierte er vom April 1857 bis Dezember 1860 Jura und Kameralistik in Leipzig, wo er im März 1860 sein juristisches Staatsexamen ablegte.
Seit 1868 war Johann Alfred von Zahn Amtshauptmann in Glauchau sowie Direktor der Gesamtkanzlei des Gesamthauses Schönburg. Am 28. Oktober wurde von Zahn in einer Nachwahl für Adam Friedrich Ferdinand Heinrich als Abgeordneter des 37. ländlichen Wahlkreises der Zweiten Kammer in den sächsischen Landtag gewählt. Das Abgeordnetenamt bekleidete von Zahn bis 1875, darüber hinaus war er von 1873 bis 1875 2. Sekretär der Zweiten Kammer. Von 1874 bis 1884 hatte er die Position des Amtshauptmanns von Zittau inne. Anschließend wurde er Oberkonsistorialrat im Landeskonsistorium der Evangelisch-Lutherischen Landeskirche Sachsens in Dresden, wo er 1892 zum Präsidenten aufstieg. Dieses Amt hatte er bis zu seinem Tod inne.
Von Zahn war mit seiner Cousine Johanna Friedrike Wilhelmine von Zahn verheiratet. Er verstarb 1910 in Dresden und wurde auf dem Trinitatisfriedhof beigesetzt.